# Probstberg (Großlage)
Probstberg bezeichnet eine Großlage im deutschen  Weinbaugebiet Mosel.

## Einzellagen
Die Großlage Probstberg zählt zum Bereich Bernkastel und besteht aus folgenden Einzellagen in den jeweiligen Gemeinden:
- Riol: Römerberg
- Fell: Maximiner Burgberg
- Longuich: Hirschlay, Maximiner Herrenberg, Herrenberg
- Schweich: Herrenberg, Annaberg, Burgmauer
- Kenn: Held, Maximiner Hofgarten